# Alexanderplatz-Theater

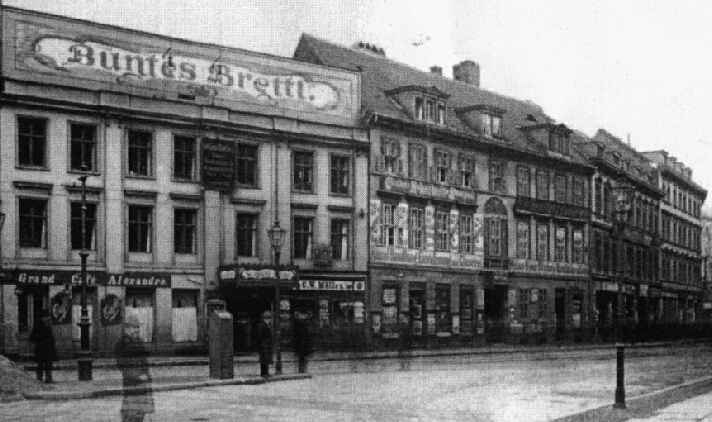
Buntes Brettl, zwischen 1901 und 1905

Das Alexanderplatz-Theater war ein Theater in Berlin-Mitte von 1879 bis 1911. Es trug im Laufe der Jahre verschiedene Bezeichnungen.

## Lage
Das Theater lag direkt am Alexanderplatz in der Alexanderstraße 40, zwischen der Landsberger Straße und der Kaiserstraße (jetzt Jacobystraße). Heute befinden sich dort die westliche Ecke der Kongresshalle sowie der davorliegende Gehweg und ein Teil der Straße.

## Geschichte

### Quarg’s Vaudeville-Theater
1877 kaufte der Restaurateur und Kellner Richard Quarg ein Haus in der Alexanderstraße 40 und ließ im Hinterhaus einen Theaterraum einrichten. 1879 eröffnete er Quarg’s Vaudeville-Theater. „Bei einer räumlichen Ausdehnung von ca. 30 und 40 m bietet das Theater mit seinen Nebenräumen Platz für ungefähr 800 Personen.“ Dort wurde vor allem leichte Unterhaltung mit Volksstücken, Schwänken, und Singspielen aufgeführt. Es bot auch  jungen osteuropäischen jüdischen Theatergruppen erstmalige  Auftrittsmöglichkeiten in Berlin. Die älteste bekannte solche  Vorführung war Schulamis oder Die jüdische Hochzeit von Abraham Goldfaden durch die  Jüdisch-orientalische Operetten-Gesellschaft von Berger und Spivakovsky am 8. Dezember 1883.

### Königsstädtisches Theater
Seit 1884 führte das Theater die Bezeichnung Königsstädt[…] Oper, seit 1885 Königsstädtisches Theater. Diesen historischen Namen hatte der Theaterleiter offenbar als Lizenz erwerben können. Es fanden weiter Lustspiele, Schwänke und Operetten statt, auch eine Inszenierung von Ibsens Gespenstern. Richard Quarg hatte außerdem ein Vaudeville-Theater im neuen Grand Hôtel am Alexanderplatz einrichten können, in dem er seitdem jüdisches Theater und weitere Unterhaltung anbot.

### Alexanderplatz-Theater
1892 gab Quarg die Leitung des Theaters ab, blieb aber Eigentümer des Hauses. Am Alexanderplatz-Theater wurden weiter Schwänke und Unterhaltungstheater geboten, auch eine Aufführung des Freischütz von Carl Maria von Weber.

### Victoria-Theater
Seit 1897 hieß der Veranstaltungsort Victoria-Theater.

### Secessionsbühne

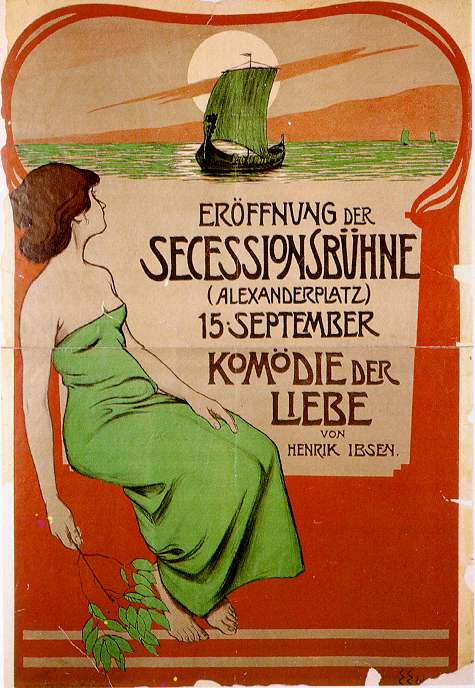
Plakat zur ersten Aufführung der Secessionsbühne

Anfang 1900 mieteten die Schauspieler Martin Zickel und Paul Martin den Saal für ihre Secessionsbühne. Der Name nahm Bezug zur Wiener Sezession und zeigte eine Abtrennung vom bisherigen traditionellen und naturalistischen Theater in Berlin auf. Als Eröffnungsstück wurde Komödie der Liebe von Henrik Ibsen aufgeführt. Weitere beteiligte Schauspieler waren Hedwig Pauly, Leopold Iwald, Julius Geisendörfer, Adolf Edgar Licho und wahrscheinlich Max Reinhardt mit seiner ersten Regietätigkeit. Das Theater gastierte mit dem Stück auch in Wien und Budapest.
1901 kam Ernst von Wolzogen mit seinem Kabarett Überbrettl als Mitnutzer in das Theater. Beide Ensembles siedelten Ende des Jahres in das Bunte Theater in der Köpenicker Straße über.

### Buntes Brettl

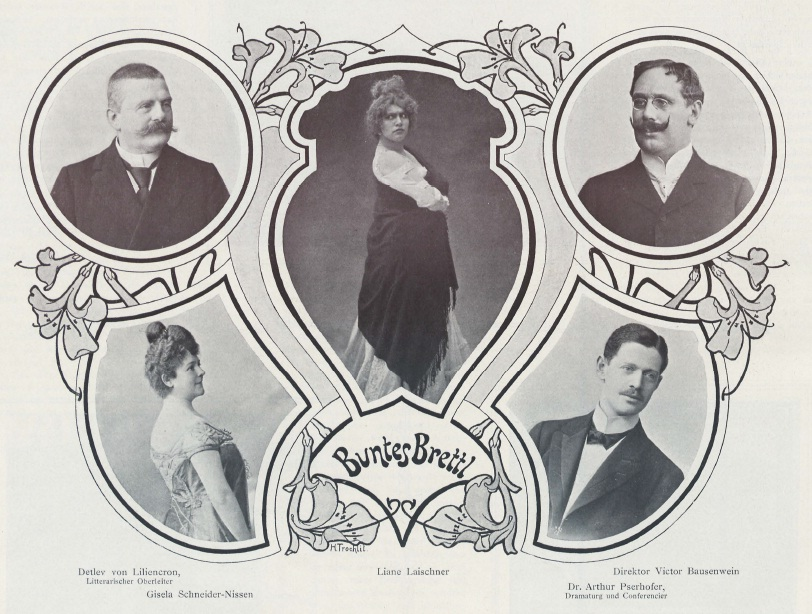
Ensemble des Bunten Brettl

Ende 1901 übernahmen der Lyriker Detlev von Liliencron und Victor Bausenwein die Bühne als Buntes Brettl  und führten dort Kabarett und szenische Unterhaltung auf.

### Weitere Theater
1906 wurde das Haus abgerissen und ein neues gebaut. (Der bisherige Eigentümer Richard Quarg war in jenem Jahr verstorben.) Es gab nun ein Varieté-Theater von Alex Braune und Schwenzin. Danach gab es ein Paradies-Theater. Dieses stellte 1911 seine Vorführungen ein.

### Biophon Theater Lichtspiele
Seit 1906 wurde der Saal auch für Filmvorführungen genutzt und hieß zunächst Biophon Theater, dann Biophon Theater Lichtspiele (B. T. L.). (Das Unternehmen eröffnete weitere Filmtheater in der Potsdamer Straße und anderen Orten.) Seit 1934 war die Adresse Alexanderstraße 1. Die Filmvorführungen wurden wahrscheinlich bis 1944 fortgeführt. 1945 wurde das Haus zerstört.